# 卢多维克·奥尔班
卢多维克·奥尔班（羅馬尼亞語：Ludovic Orban，發音：[ˈludovik ˈorban]，1963年5月25日—），自匈牙利語翻譯又作欧尔班·拉约什，是羅馬尼亞工程师與政治人物，曾於2019年11月至2020年12月出任罗马尼亚总理。奥尔班也是2017年至2021年間的國家自由黨主席，但奥尔班在競選連任主席失敗後不久即被開除黨籍。奥尔班亦曾於2007年4月至2008年12月在第二次特里恰努內閣供職運輸部部長。
奥尔班於2008年至2016年時是代表布加勒斯特選區的眾議院議員。並在經由2020年的國會選舉中重返眾議院後不久即獲選為眾議院議長。奥尔班於2021年10月辭去眾議院議長一職，並在兩個月後成立新的中間偏右政黨右翼力量。

## 生平

### 早年生活與事業
卢多维克·奥尔班生於特兰西瓦尼亚的城市布拉索夫。奥尔班的父親屬於馬扎爾族，而母親則屬於羅馬尼亞族。奥尔班受洗於並加入父親的特兰西瓦尼亚一位论教会，能說基礎的匈牙利语。奥尔班的父親於1948年至1956年間曾為羅馬尼亞共產主義政權的秘密警察的特務。奥尔班在布拉索夫當地的安德烈·沙古納國立學院完成中學學業，並於1982年畢業，隨後又在布拉索夫特兰西瓦尼亚大学修讀工業機械設計技術，並於1988年畢業。奥尔班於1993年完成国立政治研究与公共行政大学政治学研究生的學業。
奥尔班於1988年至1990年羅馬尼亞革命爆發前後在特尔古-塞奎斯的絕緣體工廠接受工程師培訓，隨後又於1990年至1991年在布拉索夫的工廠擔任工程師。奥尔班於1991年至1992年為《羅馬尼亞未來》（Viitorul Românesc）日报撰文，並於1997年至2001年在能源政策署、殘疾人士事務總署、公共資訊署、國家公共僱員署與國家通訊及公共關係專業中心擔任一系列政府與機構職務。奥尔班亦也積極參與「兒童，世界的希望」（Copiii Speranta Lumii）基金會的活動，並曾擔任其項目總監。

### 政壇中崛起

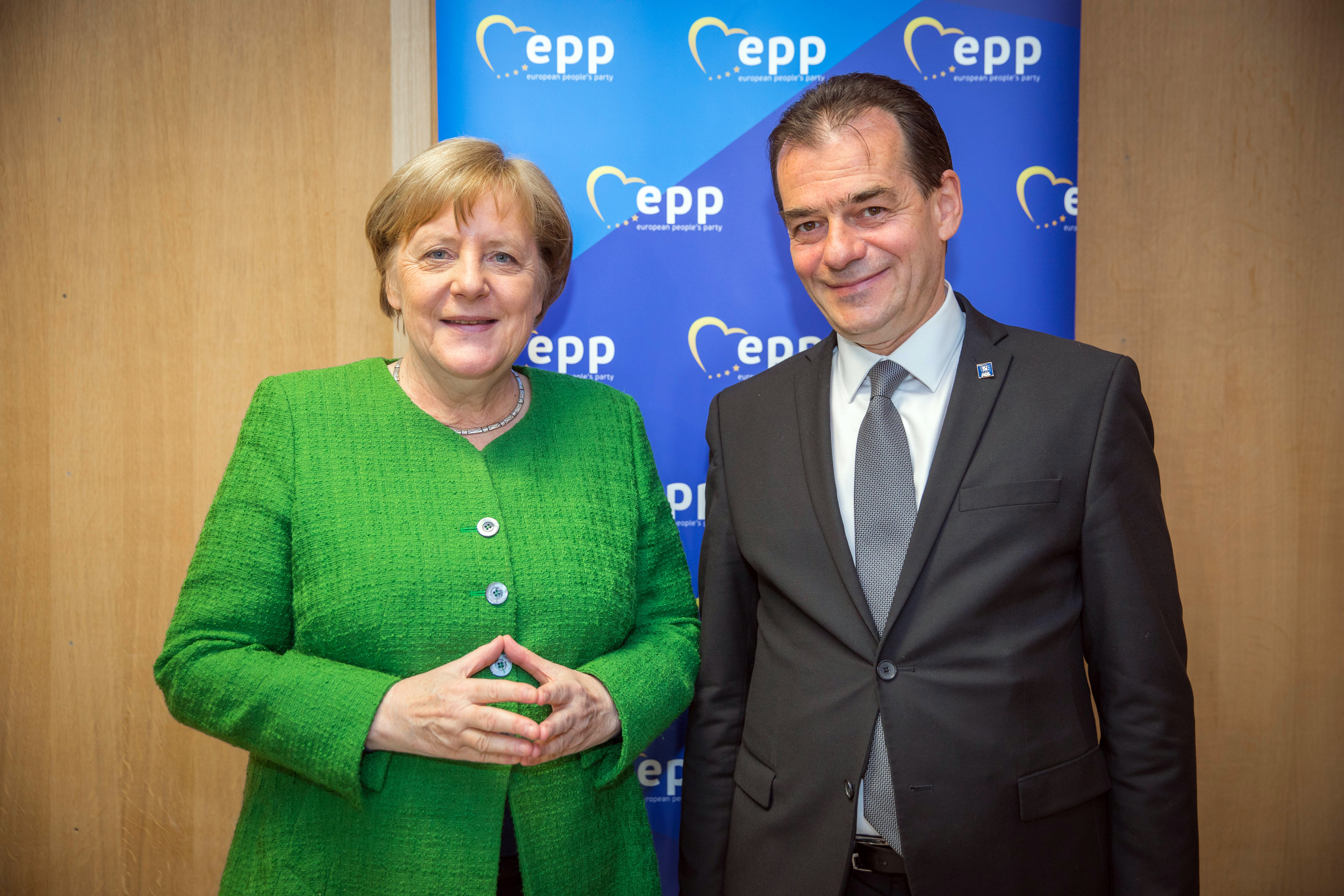
奥尔班與德国总理安格拉·默克爾於2019年5月9日在錫比烏舉行的歐洲人民黨峰會中會晤

奥尔班於1992年至1996年擔任布加勒斯特第三區區議會議員，此後於1996年當選第一區區議會議員，但隨即辭職。奥尔班於1992年至1997年擔任1993年自由黨及其前身國家自由黨（少壯派）的顧問，並於1993年至1997年進入該黨的執行委員會。隨著1993年自由黨併入國家自由黨，奥尔班於1998年進入國家自由黨的全國委員會，此後又於2001年至2002年擔任國家自由黨常設中央局委員，並於2002年進入國家自由黨的公共行政委員會。奥尔班自2002年11月起擔任國家自由黨布加勒斯特支部的主席，並於2004年7月至2007年4月擔任布加勒斯特副市長。
奥尔班在克林·波佩斯库-特里恰努改組內閣後離任布加勒斯特副市長，並在第二次特里恰努內閣供職運輸部部長，直至國家自由黨於2008年的國會選舉中落敗，奥尔班本人則在布加勒斯特選區贏得眾議院議席。奥尔班亦在擔任運輸部部長期間參與2008年的地方選舉，競逐布加勒斯特市長之位，但因在首輪投票中得票率僅11.4%、排名第四而無緣次輪投票。奥尔班在政治盟友克林·安东内斯库就任國家自由黨主席與國家自由黨內的特里恰努派系遭邊緣化後成為國家自由黨副主席。奥尔班於2014年12月競選國家自由黨主席之位，但以28比47的票數敗於阿利娜·戈尔吉乌。奥尔班於2016年6月再度競選布加勒斯特市長之位，但在選舉舉行的兩個月前因自身被國家反腐敗總署調查而退選，並同時辭去在國家自由黨與眾議院的職務，而奥尔班亦並無參與2016年的國會選舉。最高法院於2017年1月裁定奥尔班的权力寻租罪名不成立，奥尔班遂於翌月宣佈競選國家自由黨主席之位，並以78比21的票數擊敗克里斯蒂安·布绍伊當選。

### 拜相與離黨

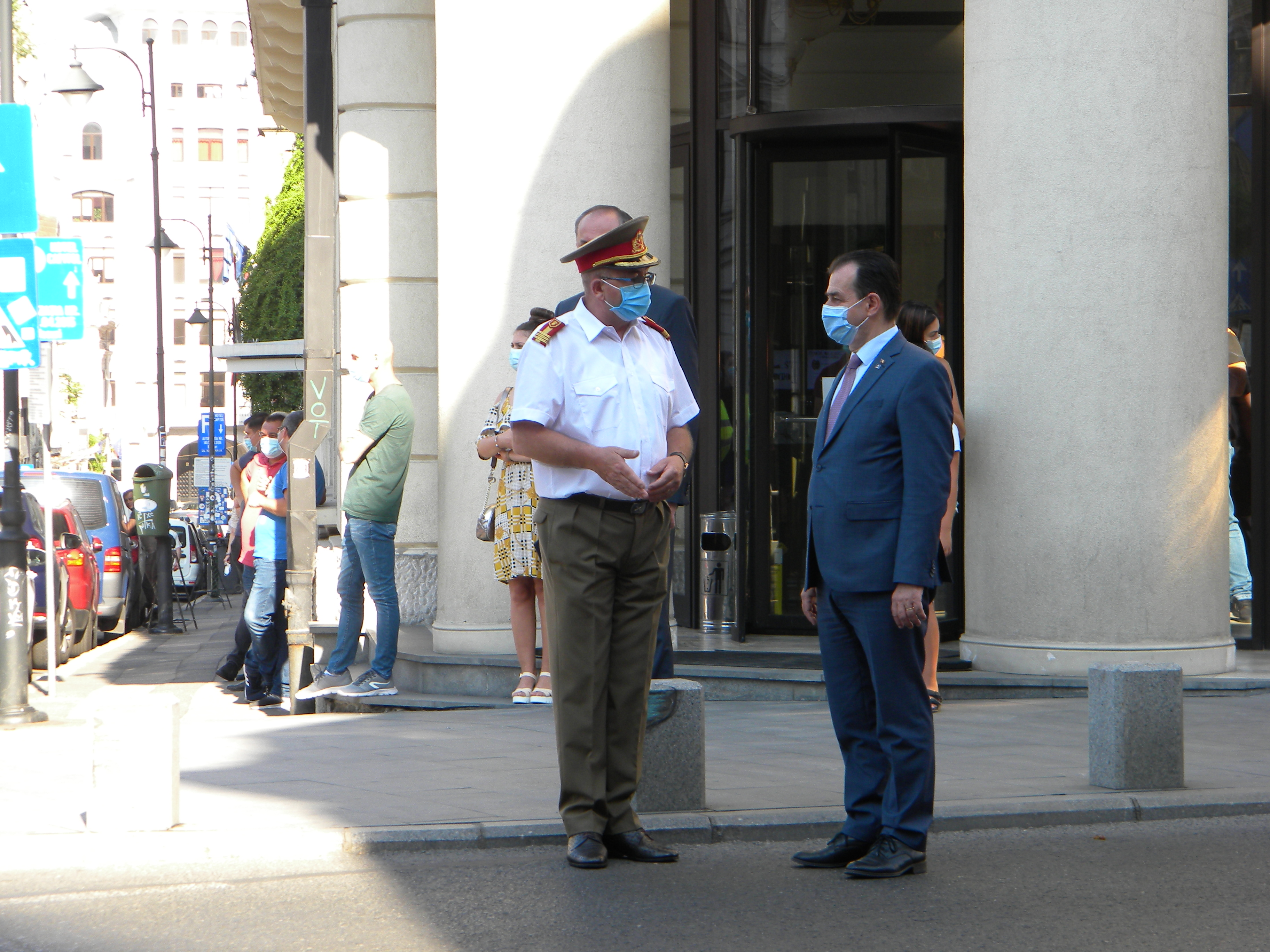
2020年7月29日身處布加勒斯特市區的奥尔班

隨著維奧麗卡·登奇勒的內閣下台，總統克劳斯·约翰尼斯於2019年10月委任奥尔班為總理，第一次卢多维克·奥尔班内阁於翌月以240票贊成通過國會的信任動議上任，但於2021年2月因國會以261票贊成通過不信任动议而下台。第二次卢多维克·奥尔班内阁於3月以286票贊成、23票反對通過國會的信任動議上任，惟包括奥尔班在內的多數國家自由黨籍國會議員因與2019冠状病毒病有疑似接觸而缺席。社會民主黨出於緊急情況的考慮而投票支持新內閣上台，但同時承諾將繼續反對奥尔班領導的政府，而亲罗马尼亚則投票反對新內閣上台。奥尔班於2020年12月因國家自由黨在當年的國會選舉中表現欠佳而辭任總理，而奥尔班本人則成功重返眾議院。奥尔班在新一屆國會開幕後以179比110的票數擊敗社會民主黨的競爭對手當選眾議院議長。
奥尔班於2021年競逐連任國家自由黨主席。奥尔班在競選期間採取自由保守主義的立場，強調對傳統價值的承諾，並聲言拒絕其所謂的「新馬克思進步主義」（neo-marxist-progresiste）。奥尔班在當年9月的黨代表大會上以1,898比2,878的票數敗於弗洛林·克楚，並在隨後向克楚請辭眾議院議長一職，然而克楚直至10月中旬仍未就其請辭採取任何行動，奥尔班遂親自知會通知眾議院秘書處請辭之事。國家自由黨於11月開除奥尔班的黨籍，奥尔班遂於翌月成立新的中間偏右政黨右翼力量。
奥尔班曾參與2024年的總統選舉競逐總統之位，但在首輪投票前轉而支持拯救羅馬尼亞聯盟的埃列娜·拉斯科尼競逐總統之位。奥尔班之名仍被列印於選票上，而其亦以20,089票的得票（0.21%的得票率）排名第十一，無緣次輪投票。當年的總統選舉最終因與拉斯科尼一同進入次輪投票的克林·杰奥尔杰斯库被揭發未申報其接受的100萬欧元政治献金而被羅馬尼亞憲法法院宣告作廢，總統選舉遂於翌年重新舉行，由奥尔班領導的右翼力量在新總統選舉中支持尼庫紹爾·達恩競逐總統之位，而達恩也成功擊敗與其一同進入次輪投票的喬治·西米翁，並當選總統。

## 爭議
奥尔班是一個頗具爭議的人物，並知名於其挑釁性言論。奥尔班是前總統特拉扬·伯塞斯库的激烈批評者，曾在提到2008年夏季洪水期間一位部長的“愚蠢”態度時稱伯塞斯库為“愚蠢”之人，更曾引用J·R·R·托爾金的小說《魔戒》高呼“總統是統治這個黑暗領域的最後一個索倫！”奥尔班亦對由埃米尔·博克領導、於2009年由與伯塞斯库有聯繫的民主自由黨與社會民主黨組成的聯合政府有所批評，並曾稱時任社會民主黨主席米尔恰·杰瓦讷為伯塞斯库的“管家”，並攻擊聯合政府在教育、旅遊推廣（奥尔班將之視為不必要的奢侈）與應對2008年環球金融危機的政策（奥尔班預見聯合政府將無力支付退休金與工資）。
奥尔班於2006年3月在阿爾巴縣對國家自由黨女黨員演講時曾引起性別歧視的爭議，當時奥尔班稱“你們無須經由與任何老闆陪睡獲得重要公職”，並指控米瓦拉·曼塔莱、埃列娜·乌德雷亚與黨內同僚拉卢卡·图尔坎有陪睡換取公職之舉，但同時稱莫娜·穆斯克與诺丽卡·尼古拉為自食其力之人。奥尔班於2007年12月在布加勒斯特第五區科特罗切尼駕駛時撞倒一名16歲女子並使其住院，雖然特里恰努總理呼籲奥尔班為此請辭，奥尔班拒絕請辭，而檢察官最終決定不就此提起刑事指控，然而奥尔班仍被吊銷駕駛執照，並被處以罰款。

## 個人生活
奥尔班與其妻米哈埃拉（Mihaela Orban）育有一子。奥尔班之兄莱奥纳德曾在欧洲联盟巴罗佐委员会中供職多語言事務專員。奥尔班與匈牙利总理欧尔班·维克托無任何關係，更曾於2011年稱因與後者同姓而蒙羞。

## 選舉結果

### 總統選舉
| 選舉年 | 政治聯繫                                                             | 首輪投票 | 首輪投票 | 首輪投票 | 次輪投票 | 次輪投票 | 次輪投票 |
| 選舉年 | 政治聯繫                                                             | 得票     | %        | 排名     | 得票     | %        | 排名     |
| ------ | -------------------------------------------------------------------- | -------- | -------- | -------- | -------- | -------- | -------- |
| 2024   | 右翼力量 （人民運動黨、右翼替代與国家农民党（马纽—米哈拉凯派）支持） | 20,089   | 0.21%    | 第11名   | 被淘汰   | 被淘汰   | 被淘汰   |

### 布加勒斯特市長選舉
| 選舉年 | 政治聯繫   | 首輪投票 | 首輪投票 | 首輪投票 | 次輪投票 | 次輪投票 | 次輪投票 |
| 選舉年 | 政治聯繫   | 得票     | %        | 排名     | 得票     | %        | 排名     |
| ------ | ---------- | -------- | -------- | -------- | -------- | -------- | -------- |
| 2008   | 國家自由黨 | 64,636   | 11.85%   | 第4名    | 被淘汰   | 被淘汰   | 被淘汰   |

## 外部連結
- （羅馬尼亞語） 官方網站
- （羅馬尼亞語） 羅馬尼亞眾議院網站的資訊 （页面存档备份，存于）

| 官衔                     | 官衔                     | 官衔                   |
| ------------------------ | ------------------------ | ---------------------- |
| 前任者： 拉杜·贝尔恰努   | 運輸部部長 2007–2008     | 繼任者： 拉杜·贝尔恰努 |
| 前任者： 維奧麗卡·登奇勒 | 罗马尼亚总理 2019–2020   | 繼任者： 弗洛林·克楚   |
| 前任者： 馬切爾·喬拉庫   | 眾議院議長 2020–2021     | 繼任者： 馬切爾·喬拉庫 |
| 政党职务                 |                          |                        |
| 前任者： 阿利娜·戈尔吉乌 | 國家自由黨主席 2017–2021 | 繼任者： 弗洛林·克楚   |
| 新設立                   | 右翼力量主席 2021–至今   | 現任                   |